# Vocale posteriore semiaperta non arrotondata
| | Anteriori | Quasi anteriori | Centrali | Quasi posteriori | Posteriori |
| Chiuse | \| i • y ɨ • ʉ ɯ • u ɪ • ʏ ɪ̈ • ʊ̈ ɯ̞̈ • ʊ e • ø ɘ • ɵ ɤ • o e̞ • ø̞ ə ɤ̞ • o̞ ɛ • œ ɜ • ɞ ʌ • ɔ æ • ɐ a • ɶ ä • ɒ̈ ɑ • ɒ \| | \| i • y ɨ • ʉ ɯ • u ɪ • ʏ ɪ̈ • ʊ̈ ɯ̞̈ • ʊ e • ø ɘ • ɵ ɤ • o e̞ • ø̞ ə ɤ̞ • o̞ ɛ • œ ɜ • ɞ ʌ • ɔ æ • ɐ a • ɶ ä • ɒ̈ ɑ • ɒ \| | \| i • y ɨ • ʉ ɯ • u ɪ • ʏ ɪ̈ • ʊ̈ ɯ̞̈ • ʊ e • ø ɘ • ɵ ɤ • o e̞ • ø̞ ə ɤ̞ • o̞ ɛ • œ ɜ • ɞ ʌ • ɔ æ • ɐ a • ɶ ä • ɒ̈ ɑ • ɒ \| | \| i • y ɨ • ʉ ɯ • u ɪ • ʏ ɪ̈ • ʊ̈ ɯ̞̈ • ʊ e • ø ɘ • ɵ ɤ • o e̞ • ø̞ ə ɤ̞ • o̞ ɛ • œ ɜ • ɞ ʌ • ɔ æ • ɐ a • ɶ ä • ɒ̈ ɑ • ɒ \| | \| i • y ɨ • ʉ ɯ • u ɪ • ʏ ɪ̈ • ʊ̈ ɯ̞̈ • ʊ e • ø ɘ • ɵ ɤ • o e̞ • ø̞ ə ɤ̞ • o̞ ɛ • œ ɜ • ɞ ʌ • ɔ æ • ɐ a • ɶ ä • ɒ̈ ɑ • ɒ \| |
| Quasi chiuse                                                                                                  | \| i • y ɨ • ʉ ɯ • u ɪ • ʏ ɪ̈ • ʊ̈ ɯ̞̈ • ʊ e • ø ɘ • ɵ ɤ • o e̞ • ø̞ ə ɤ̞ • o̞ ɛ • œ ɜ • ɞ ʌ • ɔ æ • ɐ a • ɶ ä • ɒ̈ ɑ • ɒ \| | \| i • y ɨ • ʉ ɯ • u ɪ • ʏ ɪ̈ • ʊ̈ ɯ̞̈ • ʊ e • ø ɘ • ɵ ɤ • o e̞ • ø̞ ə ɤ̞ • o̞ ɛ • œ ɜ • ɞ ʌ • ɔ æ • ɐ a • ɶ ä • ɒ̈ ɑ • ɒ \| | \| i • y ɨ • ʉ ɯ • u ɪ • ʏ ɪ̈ • ʊ̈ ɯ̞̈ • ʊ e • ø ɘ • ɵ ɤ • o e̞ • ø̞ ə ɤ̞ • o̞ ɛ • œ ɜ • ɞ ʌ • ɔ æ • ɐ a • ɶ ä • ɒ̈ ɑ • ɒ \| | \| i • y ɨ • ʉ ɯ • u ɪ • ʏ ɪ̈ • ʊ̈ ɯ̞̈ • ʊ e • ø ɘ • ɵ ɤ • o e̞ • ø̞ ə ɤ̞ • o̞ ɛ • œ ɜ • ɞ ʌ • ɔ æ • ɐ a • ɶ ä • ɒ̈ ɑ • ɒ \| | \| i • y ɨ • ʉ ɯ • u ɪ • ʏ ɪ̈ • ʊ̈ ɯ̞̈ • ʊ e • ø ɘ • ɵ ɤ • o e̞ • ø̞ ə ɤ̞ • o̞ ɛ • œ ɜ • ɞ ʌ • ɔ æ • ɐ a • ɶ ä • ɒ̈ ɑ • ɒ \| |
| Semichiuse | \| i • y ɨ • ʉ ɯ • u ɪ • ʏ ɪ̈ • ʊ̈ ɯ̞̈ • ʊ e • ø ɘ • ɵ ɤ • o e̞ • ø̞ ə ɤ̞ • o̞ ɛ • œ ɜ • ɞ ʌ • ɔ æ • ɐ a • ɶ ä • ɒ̈ ɑ • ɒ \| | \| i • y ɨ • ʉ ɯ • u ɪ • ʏ ɪ̈ • ʊ̈ ɯ̞̈ • ʊ e • ø ɘ • ɵ ɤ • o e̞ • ø̞ ə ɤ̞ • o̞ ɛ • œ ɜ • ɞ ʌ • ɔ æ • ɐ a • ɶ ä • ɒ̈ ɑ • ɒ \| | \| i • y ɨ • ʉ ɯ • u ɪ • ʏ ɪ̈ • ʊ̈ ɯ̞̈ • ʊ e • ø ɘ • ɵ ɤ • o e̞ • ø̞ ə ɤ̞ • o̞ ɛ • œ ɜ • ɞ ʌ • ɔ æ • ɐ a • ɶ ä • ɒ̈ ɑ • ɒ \| | \| i • y ɨ • ʉ ɯ • u ɪ • ʏ ɪ̈ • ʊ̈ ɯ̞̈ • ʊ e • ø ɘ • ɵ ɤ • o e̞ • ø̞ ə ɤ̞ • o̞ ɛ • œ ɜ • ɞ ʌ • ɔ æ • ɐ a • ɶ ä • ɒ̈ ɑ • ɒ \| | \| i • y ɨ • ʉ ɯ • u ɪ • ʏ ɪ̈ • ʊ̈ ɯ̞̈ • ʊ e • ø ɘ • ɵ ɤ • o e̞ • ø̞ ə ɤ̞ • o̞ ɛ • œ ɜ • ɞ ʌ • ɔ æ • ɐ a • ɶ ä • ɒ̈ ɑ • ɒ \| |
| Medie | \| i • y ɨ • ʉ ɯ • u ɪ • ʏ ɪ̈ • ʊ̈ ɯ̞̈ • ʊ e • ø ɘ • ɵ ɤ • o e̞ • ø̞ ə ɤ̞ • o̞ ɛ • œ ɜ • ɞ ʌ • ɔ æ • ɐ a • ɶ ä • ɒ̈ ɑ • ɒ \| | \| i • y ɨ • ʉ ɯ • u ɪ • ʏ ɪ̈ • ʊ̈ ɯ̞̈ • ʊ e • ø ɘ • ɵ ɤ • o e̞ • ø̞ ə ɤ̞ • o̞ ɛ • œ ɜ • ɞ ʌ • ɔ æ • ɐ a • ɶ ä • ɒ̈ ɑ • ɒ \| | \| i • y ɨ • ʉ ɯ • u ɪ • ʏ ɪ̈ • ʊ̈ ɯ̞̈ • ʊ e • ø ɘ • ɵ ɤ • o e̞ • ø̞ ə ɤ̞ • o̞ ɛ • œ ɜ • ɞ ʌ • ɔ æ • ɐ a • ɶ ä • ɒ̈ ɑ • ɒ \| | \| i • y ɨ • ʉ ɯ • u ɪ • ʏ ɪ̈ • ʊ̈ ɯ̞̈ • ʊ e • ø ɘ • ɵ ɤ • o e̞ • ø̞ ə ɤ̞ • o̞ ɛ • œ ɜ • ɞ ʌ • ɔ æ • ɐ a • ɶ ä • ɒ̈ ɑ • ɒ \| | \| i • y ɨ • ʉ ɯ • u ɪ • ʏ ɪ̈ • ʊ̈ ɯ̞̈ • ʊ e • ø ɘ • ɵ ɤ • o e̞ • ø̞ ə ɤ̞ • o̞ ɛ • œ ɜ • ɞ ʌ • ɔ æ • ɐ a • ɶ ä • ɒ̈ ɑ • ɒ \| |
| Semiaperte | \| i • y ɨ • ʉ ɯ • u ɪ • ʏ ɪ̈ • ʊ̈ ɯ̞̈ • ʊ e • ø ɘ • ɵ ɤ • o e̞ • ø̞ ə ɤ̞ • o̞ ɛ • œ ɜ • ɞ ʌ • ɔ æ • ɐ a • ɶ ä • ɒ̈ ɑ • ɒ \| | \| i • y ɨ • ʉ ɯ • u ɪ • ʏ ɪ̈ • ʊ̈ ɯ̞̈ • ʊ e • ø ɘ • ɵ ɤ • o e̞ • ø̞ ə ɤ̞ • o̞ ɛ • œ ɜ • ɞ ʌ • ɔ æ • ɐ a • ɶ ä • ɒ̈ ɑ • ɒ \| | \| i • y ɨ • ʉ ɯ • u ɪ • ʏ ɪ̈ • ʊ̈ ɯ̞̈ • ʊ e • ø ɘ • ɵ ɤ • o e̞ • ø̞ ə ɤ̞ • o̞ ɛ • œ ɜ • ɞ ʌ • ɔ æ • ɐ a • ɶ ä • ɒ̈ ɑ • ɒ \| | \| i • y ɨ • ʉ ɯ • u ɪ • ʏ ɪ̈ • ʊ̈ ɯ̞̈ • ʊ e • ø ɘ • ɵ ɤ • o e̞ • ø̞ ə ɤ̞ • o̞ ɛ • œ ɜ • ɞ ʌ • ɔ æ • ɐ a • ɶ ä • ɒ̈ ɑ • ɒ \| | \| i • y ɨ • ʉ ɯ • u ɪ • ʏ ɪ̈ • ʊ̈ ɯ̞̈ • ʊ e • ø ɘ • ɵ ɤ • o e̞ • ø̞ ə ɤ̞ • o̞ ɛ • œ ɜ • ɞ ʌ • ɔ æ • ɐ a • ɶ ä • ɒ̈ ɑ • ɒ \| |
| Quasi aperte                                                                                                  | \| i • y ɨ • ʉ ɯ • u ɪ • ʏ ɪ̈ • ʊ̈ ɯ̞̈ • ʊ e • ø ɘ • ɵ ɤ • o e̞ • ø̞ ə ɤ̞ • o̞ ɛ • œ ɜ • ɞ ʌ • ɔ æ • ɐ a • ɶ ä • ɒ̈ ɑ • ɒ \| | \| i • y ɨ • ʉ ɯ • u ɪ • ʏ ɪ̈ • ʊ̈ ɯ̞̈ • ʊ e • ø ɘ • ɵ ɤ • o e̞ • ø̞ ə ɤ̞ • o̞ ɛ • œ ɜ • ɞ ʌ • ɔ æ • ɐ a • ɶ ä • ɒ̈ ɑ • ɒ \| | \| i • y ɨ • ʉ ɯ • u ɪ • ʏ ɪ̈ • ʊ̈ ɯ̞̈ • ʊ e • ø ɘ • ɵ ɤ • o e̞ • ø̞ ə ɤ̞ • o̞ ɛ • œ ɜ • ɞ ʌ • ɔ æ • ɐ a • ɶ ä • ɒ̈ ɑ • ɒ \| | \| i • y ɨ • ʉ ɯ • u ɪ • ʏ ɪ̈ • ʊ̈ ɯ̞̈ • ʊ e • ø ɘ • ɵ ɤ • o e̞ • ø̞ ə ɤ̞ • o̞ ɛ • œ ɜ • ɞ ʌ • ɔ æ • ɐ a • ɶ ä • ɒ̈ ɑ • ɒ \| | \| i • y ɨ • ʉ ɯ • u ɪ • ʏ ɪ̈ • ʊ̈ ɯ̞̈ • ʊ e • ø ɘ • ɵ ɤ • o e̞ • ø̞ ə ɤ̞ • o̞ ɛ • œ ɜ • ɞ ʌ • ɔ æ • ɐ a • ɶ ä • ɒ̈ ɑ • ɒ \| |
| Aperte | \| i • y ɨ • ʉ ɯ • u ɪ • ʏ ɪ̈ • ʊ̈ ɯ̞̈ • ʊ e • ø ɘ • ɵ ɤ • o e̞ • ø̞ ə ɤ̞ • o̞ ɛ • œ ɜ • ɞ ʌ • ɔ æ • ɐ a • ɶ ä • ɒ̈ ɑ • ɒ \| | \| i • y ɨ • ʉ ɯ • u ɪ • ʏ ɪ̈ • ʊ̈ ɯ̞̈ • ʊ e • ø ɘ • ɵ ɤ • o e̞ • ø̞ ə ɤ̞ • o̞ ɛ • œ ɜ • ɞ ʌ • ɔ æ • ɐ a • ɶ ä • ɒ̈ ɑ • ɒ \| | \| i • y ɨ • ʉ ɯ • u ɪ • ʏ ɪ̈ • ʊ̈ ɯ̞̈ • ʊ e • ø ɘ • ɵ ɤ • o e̞ • ø̞ ə ɤ̞ • o̞ ɛ • œ ɜ • ɞ ʌ • ɔ æ • ɐ a • ɶ ä • ɒ̈ ɑ • ɒ \| | \| i • y ɨ • ʉ ɯ • u ɪ • ʏ ɪ̈ • ʊ̈ ɯ̞̈ • ʊ e • ø ɘ • ɵ ɤ • o e̞ • ø̞ ə ɤ̞ • o̞ ɛ • œ ɜ • ɞ ʌ • ɔ æ • ɐ a • ɶ ä • ɒ̈ ɑ • ɒ \| | \| i • y ɨ • ʉ ɯ • u ɪ • ʏ ɪ̈ • ʊ̈ ɯ̞̈ • ʊ e • ø ɘ • ɵ ɤ • o e̞ • ø̞ ə ɤ̞ • o̞ ɛ • œ ɜ • ɞ ʌ • ɔ æ • ɐ a • ɶ ä • ɒ̈ ɑ • ɒ \| |
| i • y ɨ • ʉ ɯ • u ɪ • ʏ ɪ̈ • ʊ̈ ɯ̞̈ • ʊ e • ø ɘ • ɵ ɤ • o e̞ • ø̞ ə ɤ̞ • o̞ ɛ • œ ɜ • ɞ ʌ • ɔ æ • ɐ a • ɶ ä • ɒ̈ ɑ • ɒ | | | | | |

La vocale posteriore semiaperta non arrotondata è un suono vocalico presente in alcune lingue. Il suo simbolo nell'Alfabeto fonetico internazionale è [ʌ], e l'equivalente simbolo X-SAMPA è V. 

## Caratteristiche
- La sua posizione è posteriore; la pronuncia avviene infatti con la lingua in posizione arretrata all'interno della cavità orale.
- Il suo grado di apertura è semiaperta; la pronuncia avviene infatti aprendo abbassando la mandibola meno di una vocale aperta e più di una vocale media.
- È una vocale non arrotondata; durante la pronuncia, infatti, le labbra non vengono portate in avanti.

## Occorrenze

### In francese
Questo fenomeno di non-arrotondamento appare nel francese, in cui talvolta si usa il suono [ʌ] al posto di [ɔ], mantenendo l'antica trascrizione /ɔ/. Per esempio personne "persona" /pɛʁˈsɔn/ è pronunciato [pɛʁ̥ˈsʌn] da parecchi francesi.

### In coreano
In coreano tale fono è reso con la grafia ⟨ㅓ⟩, ed è presente per esempio nella parola 벌 (beol) [pʌɭ].

### In italiano
In italiano tale fono è presente come allofono in parole come ha, ancora (quando sillabato àn‧co‧ra, non quando sillabato an‧có‧ra) o calice.

### In inglese
In inglese tale fono è tradizionalmente usato per descrivere il fonema della parola run /ɹʌn/ anche se molte varietà hanno fonologicamente un fono diverso.

### In vietnamita
In vietnamita tale fono è presente per esempio nella parola ân "mangiare", pronunciata [ʌn˧].